# Prefectura autónoma tujia y miao de Xiangxi
Xiangxi (en chino, 湘西; pinyin, Xiāngxī ; en tujia , Xianxxix ; en miao, Xangdxid)  es una prefectura autónoma en la provincia de Hunan, República Popular China. Limita al norte Hubei, al sur y este con Huaihua y al oeste con las provincia de Hubei y la municipalidad de Chongqing. Su área es de 15 470 km² y su población total para 2019 superó los 2,6 millones de  habitantes.

## Toponimia
Xiangxi indica donde está ubicada la prefectura con respecto a la provincia Hunan donde yace. Su nombre se forma de Xiang (abreviación de la Provincia Hunan) y Xi (西 occidente), "occidente de Xiang (Hunan)".
Como las otras regiones autónomas, se caracteriza por estar asociada a un grupo étnico minoritario, en este caso, los tujia y los miao. La región recibió la condición de "autónomo" cuando se estableció la " Prefectura autónoma tujia y miao de Xiangxi" el 20 de septiembre de 1957.

## Administración
La Prefectura autónoma de Xiangxi se organiza en 8 localidades que se administran en 1 ciudad suburbana y 7 condados rurales.
| Código de zona | Nombre        | Carácter | Área （km²） | Sede de gobierno | Código postal | Divisiones administrativas | Divisiones administrativas | Divisiones administrativas | Divisiones administrativas | Divisiones administrativas |
| Código de zona | Nombre        | Carácter | Área （km²） | Sede de gobierno | Código postal | Subdistritos               | Poblados                   | Villas                     | Aldeas                     | Barrios                    |
| -------------- | ------------- | -------- | ------------ | ---------------- | ------------- | -------------------------- | -------------------------- | -------------------------- | -------------------------- | -------------------------- |
| 433100         | Xiangxí       | 湘西     | 15462.30     | Jishou           | 416000        | 7                          | 68                         | 90                         | 183                        | 1966                       |
| 433101         | Ciudad Jishou | 吉首市   | 1062.46      | Gān zhōu         | 416000        | 4                          | 5                          | 7                          | 38                         | 139                        |
| 433122         | Luxi          | 泸溪县   | 1568.65      | Báishā           | 416100        |                            | 8                          | 7                          | 16                         | 134                        |
| 433123         | Fenghuang     | 凤凰县   | 1751.10      | Tuójiāng         | 416200        |                            | 9                          | 15                         | 15                         | 344                        |
| 433124         | Huayuan       | 花垣县   | 1111.12      | Huāyuán          | 416400        |                            | 8                          | 10                         | 19                         | 288                        |
| 433125         | Baojing       | 保靖县   | 1745.88      | Qiān líng        | 416500        |                            | 10                         | 6                          | 16                         | 196                        |
| 433126         | Guzhang       | 古丈县   | 1286.23      | Gǔ yáng          | 416300        |                            | 5                          | 7                          | 18                         | 140                        |
| 433127         | Yongshun      | 永顺县   | 3809.69      | Líng xī          | 416700        |                            | 12                         | 18                         | 33                         | 291                        |
| 433130         | Longshan      | 龙山县   | 3127.16      | Mín ān           | 416800        | 3                          | 11                         | 20                         | 28                         | 434                        |

## Clima
El clima pertenece a la zona subtropical monzónica. La temperatura media anual es de 15-16,9 °C, con una temperatura máxima de 40,5 °C y una mínima de -5,5 °C. La precipitación anual es de 1300-1500 mm, y el período sin heladas es de 250-280 días. Las precipitaciones se concentran en primavera y verano, y la sequía otoñal es frecuente, lo que tiene un gran impacto en la agricultura.
| Parámetros climáticos promedio de Xiangxi (1991–2020 normales, extremas 1981–presente) | Parámetros climáticos promedio de Xiangxi (1991–2020 normales, extremas 1981–presente) | Parámetros climáticos promedio de Xiangxi (1991–2020 normales, extremas 1981–presente) | Parámetros climáticos promedio de Xiangxi (1991–2020 normales, extremas 1981–presente) | Parámetros climáticos promedio de Xiangxi (1991–2020 normales, extremas 1981–presente) | Parámetros climáticos promedio de Xiangxi (1991–2020 normales, extremas 1981–presente) | Parámetros climáticos promedio de Xiangxi (1991–2020 normales, extremas 1981–presente) | Parámetros climáticos promedio de Xiangxi (1991–2020 normales, extremas 1981–presente) | Parámetros climáticos promedio de Xiangxi (1991–2020 normales, extremas 1981–presente) | Parámetros climáticos promedio de Xiangxi (1991–2020 normales, extremas 1981–presente) | Parámetros climáticos promedio de Xiangxi (1991–2020 normales, extremas 1981–presente) | Parámetros climáticos promedio de Xiangxi (1991–2020 normales, extremas 1981–presente) | Parámetros climáticos promedio de Xiangxi (1991–2020 normales, extremas 1981–presente) | Parámetros climáticos promedio de Xiangxi (1991–2020 normales, extremas 1981–presente) |
| Mes                                                                                    | Ene.                                                                                   | Feb.                                                                                   | Mar.                                                                                   | Abr.                                                                                   | May.                                                                                   | Jun.                                                                                   | Jul.                                                                                   | Ago.                                                                                   | Sep.                                                                                   | Oct.                                                                                   | Nov.                                                                                   | Dic.                                                                                   | Anual                                                                                  |
| -------------------------------------------------------------------------------------- | -------------------------------------------------------------------------------------- | -------------------------------------------------------------------------------------- | -------------------------------------------------------------------------------------- | -------------------------------------------------------------------------------------- | -------------------------------------------------------------------------------------- | -------------------------------------------------------------------------------------- | -------------------------------------------------------------------------------------- | -------------------------------------------------------------------------------------- | -------------------------------------------------------------------------------------- | -------------------------------------------------------------------------------------- | -------------------------------------------------------------------------------------- | -------------------------------------------------------------------------------------- | -------------------------------------------------------------------------------------- |
| Temp. máx. abs. (°C)                                                                   | 23.0                                                                                   | 29.5                                                                                   | 33.9                                                                                   | 35.5                                                                                   | 36.2                                                                                   | 37.5                                                                                   | 39.6                                                                                   | 40.6                                                                                   | 38.2                                                                                   | 35.1                                                                                   | 32.4                                                                                   | 23.9                                                                                   | '                                                                                      |
| Temp. máx. media (°C)                                                                  | 9.0                                                                                    | 11.7                                                                                   | 16.4                                                                                   | 22.5                                                                                   | 26.5                                                                                   | 29.5                                                                                   | 32.5                                                                                   | 32.7                                                                                   | 28.7                                                                                   | 22.6                                                                                   | 17.4                                                                                   | 11.7                                                                                   | 21.8                                                                                   |
| Temp. media (°C)                                                                       | 5.5                                                                                    | 7.7                                                                                    | 11.7                                                                                   | 17.2                                                                                   | 21.4                                                                                   | 24.9                                                                                   | 27.6                                                                                   | 27.3                                                                                   | 23.4                                                                                   | 17.8                                                                                   | 12.6                                                                                   | 7.6                                                                                    | 17.1                                                                                   |
| Temp. mín. media (°C)                                                                  | 3.1                                                                                    | 4.9                                                                                    | 8.5                                                                                    | 13.7                                                                                   | 17.9                                                                                   | 21.7                                                                                   | 23.9                                                                                   | 23.6                                                                                   | 20                                                                                     | 14.8                                                                                   | 9.7                                                                                    | 4.8                                                                                    | 13.9                                                                                   |
| Temp. mín. abs. (°C)                                                                   | −4.1                                                                                   | −3.7                                                                                   | −0.7                                                                                   | 3.1                                                                                    | 8.1                                                                                    | 13.0                                                                                   | 16.9                                                                                   | 16.1                                                                                   | 12.5                                                                                   | 4.2                                                                                    | −1.4                                                                                   | −3.9                                                                                   | '                                                                                      |
| Precipitación total (mm)                                                               | 50.2                                                                                   | 53.6                                                                                   | 82.9                                                                                   | 134.8                                                                                  | 210.3                                                                                  | 240.8                                                                                  | 240.6                                                                                  | 132.6                                                                                  | 99.5                                                                                   | 100.6                                                                                  | 68.1                                                                                   | 33.5                                                                                   | 1447.5                                                                                 |
| Días de precipitaciones (≥ 0.1 mm)                                                     | 12.8                                                                                   | 12.8                                                                                   | 15.7                                                                                   | 16.3                                                                                   | 17.2                                                                                   | 15.6                                                                                   | 13.2                                                                                   | 11.0                                                                                   | 9.5                                                                                    | 12.8                                                                                   | 10.6                                                                                   | 10.3                                                                                   | 157.8                                                                                  |
| Días de nevadas (≥ 1 mm)                                                               | 4.7                                                                                    | 2.8                                                                                    | 0.5                                                                                    | 0                                                                                      | 0                                                                                      | 0                                                                                      | 0                                                                                      | 0                                                                                      | 0                                                                                      | 0                                                                                      | 0.1                                                                                    | 1.9                                                                                    | 10                                                                                     |
| Horas de sol                                                                           | 42.7                                                                                   | 47.4                                                                                   | 63.6                                                                                   | 90.3                                                                                   | 111.5                                                                                  | 108.5                                                                                  | 177.3                                                                                  | 190.6                                                                                  | 135.2                                                                                  | 97.1                                                                                   | 83.6                                                                                   | 63.5                                                                                   | 1211.3                                                                                 |
| Humedad relativa (%)                                                                   | 79                                                                                     | 79                                                                                     | 79                                                                                     | 79                                                                                     | 81                                                                                     | 83                                                                                     | 81                                                                                     | 79                                                                                     | 78                                                                                     | 81                                                                                     | 80                                                                                     | 77                                                                                     | 79.7                                                                                   |
| Fuente: Administración Meteorológica de China                                          |                                                                                        |                                                                                        |                                                                                        |                                                                                        |                                                                                        |                                                                                        |                                                                                        |                                                                                        |                                                                                        |                                                                                        |                                                                                        |                                                                                        |                                                                                        |